# 小村美貴
小村 美貴（こむら みき、1984年1月30日 - ）は、大阪府岸和田市出身の演歌歌手。本名は小村 有紀（こむら ゆき）。愛称は「ミッキー」。

## 人物・来歴
身長170cm、血液型はB型、星座は水瓶座。
2002年1月27日、第2回「大関のものも」全日本カラオケ選手権関西大会の演歌・歌謡曲部門で「歩の女房」を歌い、優勝。
作曲家である水森英夫に認められて同年11月19日上京、門下生となる。
2003年7月1日、株式会社エービープロモーションに所属。
2005年3月24日、キングレコードより「やっぱり大阪」で歌手デビューを果たす（プロデュースは同じ事務所の美川憲一）。
体調不良のため、2011年4月からすべての活動を休止している。

## プロフィール
- 座右の銘：一心不乱
- 好きな言葉：笑顔
- 尊敬する歌手：ちあきなおみ
- 趣味：水泳、手品
- 特技：日本舞踊
- 好きな花：チューリップ、かすみ草
- 好きな食べ物：マンゴー、ケーキ
- 好きな色：ブルー

## ディスコグラフィ

### シングル
- 全てキングレコードからリリース。

| # | 発売日         | 曲順 | タイトル                     | 作詞         | 作曲     | 編曲     | オリコン 最高順位 | 規格品番   |
| - | -------------- | ---- | ---------------------------- | ------------ | -------- | -------- | ----------------- | ---------- |
| 1 | 2005年 3月24日 | 01   | やっぱり大阪                 | 荒木とよひさ | 水森英夫 | 桜庭伸幸 | 106位             | KICM-883   |
| 1 | 2005年 3月24日 | 02   | 浪花生まれの女やさかい       | 荒木とよひさ | 水森英夫 | 桜庭伸幸 | 106位             | KICM-883   |
| 2 | 2006年 5月10日 | 01   | 惚れた 惚れたよ              | 仁井谷俊也   | 水森英夫 | 前田俊明 | 105位             | KICM-30011 |
| 2 | 2006年 5月10日 | 02   | 鴎橋から                     | もず唱平     | 水森英夫 | 前田俊明 | 105位             | KICM-30011 |
| 3 | 2007年 5月23日 | 01   | 大阪のおんな                 | 荒木とよひさ | 水森英夫 | 前田俊明 | 159位             | KICM-30083 |
| 3 | 2007年 5月23日 | 02   | 関東はぐれ節                 | 荒木とよひさ | 水森英夫 | 前田俊明 | 159位             | KICM-30083 |
| 4 | 2009年 4月22日 | 01   | おんな通せんぼ               | 坂口照幸     | 水森英夫 | 桜庭伸幸 | 61位              | KICM-30206 |
| 4 | 2009年 4月22日 | 02   | 哀しみのプラットホーム       | 坂口照幸     | 水森英夫 | 桜庭伸幸 | 61位              | KICM-30206 |
| 5 | 2010年 5月26日 | 01   | おんなみれん節               | 坂口照幸     | 水森英夫 | 桜庭伸幸 | 39位              | KICM-30281 |
| 5 | 2010年 5月26日 | 02   | 雪海岸                       | 坂口照幸     | 水森英夫 | 桜庭伸幸 | 39位              | KICM-30281 |
| 6 | 2011年 4月27日 | 01   | 赤い雪                       | 喜多條忠     | 水森英夫 | 前田俊明 | 75位              | KICM-30349 |
| 6 | 2011年 4月27日 | 02   | うちのことならほっといてんか | 喜多條忠     | 水森英夫 | 前田俊明 | 75位              | KICM-30349 |

### アルバム
| 発売日       | タイトル                 | 規格品番 |
| ------------ | ------------------------ | -------- |
| 2009年9月9日 | おんな恋歌 夢のはじまり… | KICX-744 |

## レギュラー番組

### テレビ
- ときめき歌謡曲（テレビ埼玉） アシスタント（2009年10月 - 2010年3月）
- 平成歌謡塾（スターカラオケチャンネル） アシスタント（2009年6月 - 2011年3月）

### ラジオ
- 元気はつらつ歌謡曲（C/G-23 演歌ステーション／FMコミュニティラジオ）
木曜日パーソナリティー／共演：山川豊

## 雑誌・連載
- 月刊歌の手帳「栄光へのカウントダウン」、「栄光へのカウントダウン・完結編」（マガジンランド刊）
- 月刊ソングブック（NAK 日本アマチュア歌謡連盟刊）
- 月刊歌謡アリーナ　2009年10月号 表紙＆インタビュー
- 月刊カラオケファン　2010年1月号 表紙＆インタビュー